# Żleb Asnyka

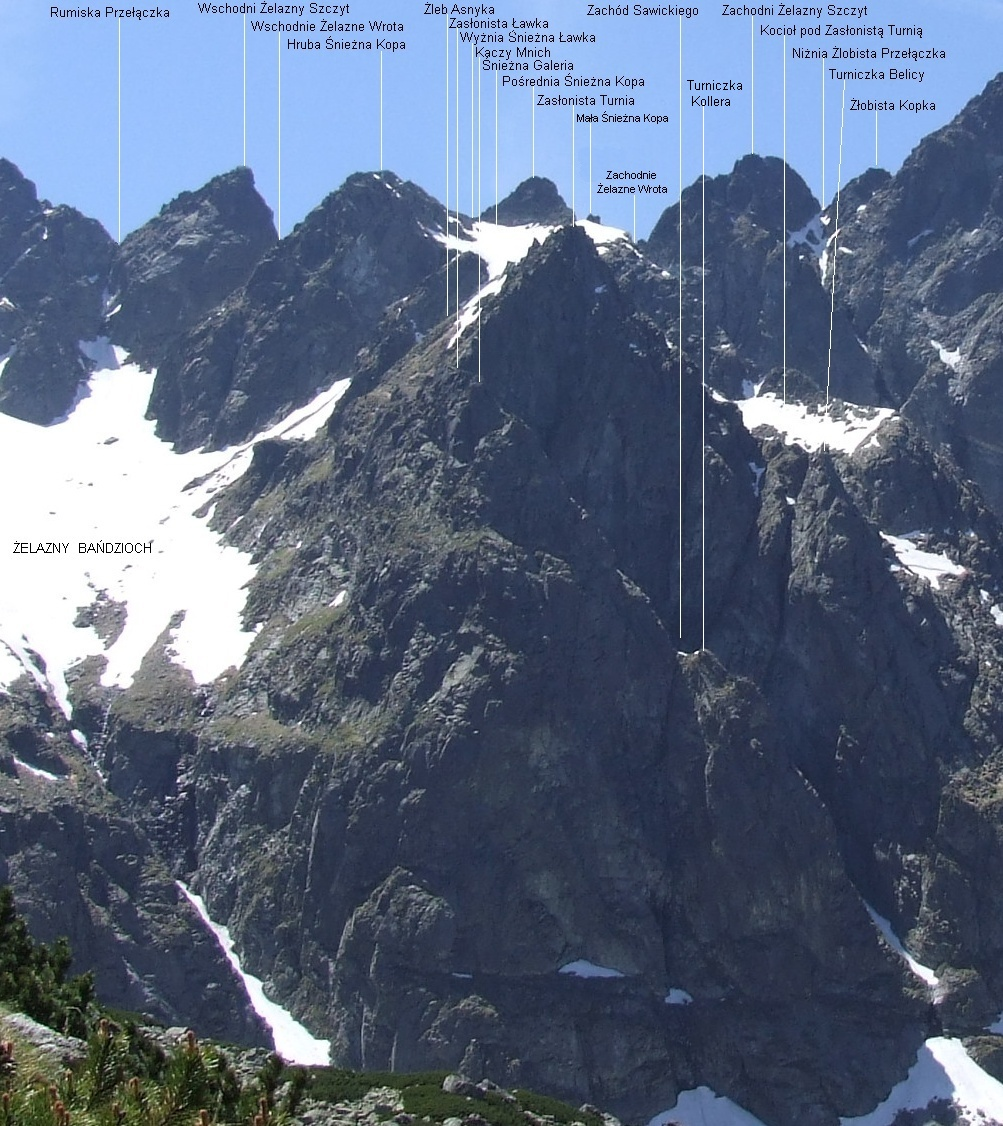

Żleb Asnyka – żleb w Dolinie Kaczej w słowackich Tatrach Wysokich. Opada ze wschodniego końca Śnieżnej Galerii do zachodniej części Kaczego Bańdziocha zwanej Żelaznym Bańdziochem. Zaczyna się pod urwistą północną ścianą Hrubej Śnieżnej Kopy i opada ku wschodowi. Dolna jego część jest szeroka, głęboka i piarżysta. Górna kontynuacja żlebu to bardzo płytkie, ledwo zaznaczone koryto, w ścianie Hrubej Śnieżnej Kopy przekształcające się w rynnę podchodzącą pod Wyżnią Śnieżną Ławkę.
Żleb Asnyka zbiera wodę, śnieg i kamienie z południowej części Śnieżnej Galerii. Dla mniejszej części północnej rolę tę pełni inny, bezimienny żleb uchodzący do Żelaznego Bańdziocha. Żleby te rozdzielone są piarżysto-trawiastą bulą. Obydwoma prowadzą drogi wspinaczkowe. Przez Żleb Asnyka prowadzi droga Od północnego wschodu, z Kaczego Bańdziocha przez Śnieżną Galerię na Wschodnie Żelazne Wrota. Trudność 0+ w skali tatrzańskiej, czas przejścia 30 min.
Nazwę żlebowi nadał Władysław Cywiński w 17 tomie swojego przewodnika Tatry. Odbyło się to po konsultacji z gronem ekspertów. Było 6 kandydatów do nazwy, Adam Asnyk wygrał 6:4.